# 安德里希斯富特
安德里希斯富特是奥地利上奥地利州因克赖斯地区里德县的一个市镇。总面积12.3平方公里，总人口713人，人口密度58.0人/平方公里（2005年）。